# Styloperla flectospina
Styloperla flectospina is een steenvlieg uit de familie Styloperlidae. De wetenschappelijke naam van de soort is voor het eerst geldig gepubliceerd in 1962 door Wu.